# عمارت تنگستانی
عمارت تنگستانی (بوشهر)، واقع در بخش مرکزی شهرستان بندر بوشهر یکی از آثارهای تاریخی و از نقاط دیدنی استان بوشهر در جنوب ایران است.
«عمارت تنگستانی بوشهر» در جنوب شهر بوشهر، و در محله بهمنی که جای خوش آب و هوای این بندر است، قرار گرفته‌است.
این بنا متعلق به دورهٔ قاجار یه بوده و از طرف ملک التجار به محمد باقر خان تنگستانی اهدا شده‌است. گفته می‌شود محمدباقر تنگستانی اولین روزنامه‌نگار تنگسیر بود و در دوره قاجار می‌زیست و روزنامه‌های جنوب و ندای جنوب را در سال ۱۳۲۸هجری قمری در تهران منتشر کرده‌است.
خاندان تنگستانی یکی از معدود خانواده‌های با نفوذ ومقتدر جنوب غربی ایران در چند سده پیش به‌شمار می‌رود. اولین بار در زمان نادر شاه افشار نام یکی از بزرگان خاندان تنگستانی آورده شده‌است. احمد شاه خان تنگستانی در به قدرت رساندن کریم خان زند و رساندن سپاه به وی نقش عمده‌ای داشته‌است.

## مساحت عمارت تنگستانی
مساحت این بنا به ۲۰۵۰۴ متر مربع که دارای پهنای ۱۹۸۰۴ متر مربع و اعیان ۷۰۰ متر می‌رسد، و ساختمان در وسط باغی وسیع و زیبا با پوششی از درختان نخل خرما قرار گرفته‌است. آب انباری آب انباری (برکه‌ای) بزرگ در باغ احداث شده که آب ساختمان‌ها را تأمین می‌کرده‌است. این آب انبار در زمستان‌ها از آب حاصل از ریزش باران پر و برای تابستان ذخیره می‌شده‌است. بنا از ۶ اتاق پنج دری بزرگ تشکیل شده که در بین آن‌ها راهرو قرار گرفته‌است. هم چنین چهار طرف آن طارمه احاطه کرده که باعث گردش هوا در ساختمان شده و در تابستان‌های گرم هوای مطبوع و خنکی را باعث می‌شود.
مصالح به کار رفته سنگ‌های مرجانی است که از کنار دریا کنده شده و مقاوم در برابر گرما و رطوبت هستند. ملاط گچ و ساروج نیز در آن به کار رفته‌است. پوشش سقف از چوب چندل بوده‌است. بنا کاربرد مسکونی داشته و هم‌اکنون به عنوان منزل مسکونی کارمندان میراث فرهنگی بوشهر مورد استفاده قرار می‌گیرد. این بنا به‌طور مداوم توسط میراث فرهنگی تعمیر و مرمت می‌شود.